# Pteraclis carolinus
Espèce
Pteraclis carolinus est un poisson de la famille des Bramidae qui vit dans l'Atlantique.
- Longueur : 50 cm.

## Référence
- Fishbase (en français)